# كاشكو (شميل)
کاشکو (بالفارسية: کشکو) هي قرية تقع في إيران في قسم شمیل الريفي. يقدر عدد سكانها بـ 1,118 نسمة .